# Emancipation (album)
Az Emancipation Prince tizenkilencedik stúdióalbuma, amelyet 1996. november 19-én adott ki az NPG Records és az EMI, triplalemezként. A cím Prince 18 év után a Warner Bros. Records-tól való szabadságára utal. Az album Prince harmadikja volt 1996-ban (a Chaos and Disorder és a Girl 6 mellett), a zenész egyik legtermékenyebb éve.

## Az album
Az Emancipation egy koncepcióalbum, amely a Warner Bros. Records-tól való függetlenségét ünnepli és a Mayte Garciával kötött házasságát, esküvőjük ezen év Valentin-napján esett meg. Az albumon több stílussal is próbálkozott, mint a house és a blues. Többször is nyitottan beszélt a Warner elleni küzdelmekről ("White Mansion", "Slave", "Face Down"), miközben visszatért a számítógép témához ("Emale", "My Computer"), amelyet egy évtizeddel hamarabb elhagyott.
A "Jam of the Year"-rel nyílik az album, amelyen Rosie Gaines szerepel háttérénekesként Prince falzettje mellett. Később ez lett az albumhoz kapcsolódó turné neve és a "NYC Live" (1997) kislemez részeként megjelent koncertfelvételként is
Prince több dalt és balladát írt feleségéhez, Mayte Garciához és az akkor még meg nem született gyermekéhez, amelyeknek nagy része a második lemezen szerepel. A gyermek, aki 1996 októberében született meg (egy hónappal az album megjelenése előtt) Pfeiffer-szindrómában, egy ritka koponyabetegségben szenvedett és nem sokkal születése után elhunyt. A "Sex in the Summer"-en szerepel a gyermek felvett szívverése. 
A "My Computer" egy kollaboráció Kate Bush-sal, amely az online randi-oldalak virágzásáról beszél, és hogy az internet idejében, hogyan alakulhatnak át a romantikus kapcsolatok. Prince korábban együtt dolgozott az énekesnővel a "Why Should I Love You" dalon, a brit popelőadó 1993-as The Red Shoes albumán.
Az Emancipation volt az első album Prince karrierjében, amikor feldolgozásokat is adott ki egy albumon. Azt mondta, hogy korábban is akart így dolgozni, de a Warner Bros. nem engedte neki. Az albumon ilyen dalok voltak a "Betcha by Golly Wow!" (korábban: Stylistics), az "I Can't Make You Love Me" (korábban: Bonnie Raitt), a "La-La (Means I Love You)" (korábban: Delfonics) átnevezve "La, La, La Means 👁 Love U"-ra, és a "One of Us" (írta: Eric Bazilian, előadó: Joan Osborne).
Az album három, 12 dalból álló, 60 perces CD-ből áll. Ezeknek Prince elmondása szerint az egyiptomiakkal és az egyiptomi piramisokkal volt kapcsolatban.

## Számlista
Az összes dal szerzője Prince, néhány kivétellel. 
| 1.  | Jam of the Year            | 6:09 |
| 2.  | Right Back Here in My Arms | 4:43 |
| 3.  | Somebody's Somebody        | 4:43 |
| 4.  | Get Yo Groove On           | 6:31 |
| 5.  | Courtin' Time              | 2:46 |
| 6.  | Betcha by Golly, Wow!      | 3:31 |
| 7.  | We Gets Up                 | 4:18 |
| 8.  | White Mansion              | 4:47 |
| 9.  | Damned If 👁 Do             | 5:21 |
| 10. | 👁 Can't Make U Love Me     | 6:37 |
| 11. | Mr. Happy                  | 4:46 |
| 12. | In This Bed 👁 Scream       | 5:40 |

| 1.  | Sex in the Summer                  | 5:57 |
| 2.  | One Kiss at a Time                 | 4:41 |
| 3.  | Soul Sanctuary                     | 4:41 |
| 4.  | Emale                              | 3:38 |
| 5.  | Curious Child                      | 2:57 |
| 6.  | Dreamin' About U                   | 3:52 |
| 7.  | Joint 2 Joint                      | 7:52 |
| 8.  | The Holy River                     | 6:55 |
| 9.  | Let's Have a Baby                  | 4:07 |
| 10. | Saviour                            | 5:48 |
| 11. | The Plan                           | 1:47 |
| 12. | Friend, Lover, Sister, Mother/Wife | 7:37 |

| 1.  | Slave                     | 4:51 |
| 2.  | New World                 | 3:43 |
| 3.  | The Human Body            | 5:42 |
| 4.  | Face Down                 | 3:17 |
| 5.  | La, La, La Means 👁 Love U | 3:59 |
| 6.  | Style                     | 6:40 |
| 7.  | Sleep Around              | 7:42 |
| 8.  | Da, Da, Da                | 5:15 |
| 9.  | My Computer               | 4:37 |
| 10. | One of Us                 | 5:19 |
| 11. | The Love We Make          | 4:39 |
| 12. | Emancipation              | 4:12 |

Feldolgozott dalok:
- "Mr. Happy": "What Can I Do", eredetileg: Ice Cube (1994)
- "Style": "Atomic Dog", eredetileg: George Clinton (1982)
- "Sleep Around": "Squib Cakes", eredetileg: Tower of Power (1974)

## Egyéb konfigurációk

### 1995. július
1. "Right Back Here in My Arms" (Megjelenttől eltérő verzió)
2. "Slave 2 the System" (Hivatalosan kiadatlan)
3. "Slave" (Megjelenttől eltérő verzió)
4. "New World"
5. "2020" (Hivatalosan kiadatlan)
6. "Feel Good" (Hivatalosan kiadatlan)
7. "Journey 2 the Center of Your Heart" (Megjelenttől eltérő verzió)
8. "I'm a DJ" (Hivatalosan kiadatlan)
9. "Emancipation" (Megjelenttől eltérő verzió)

### 1995 közepe
1. "Emancipation" (Megjelenttől eltérő verzió) – 4:30
2. "Right Back Here in My Arms" (Megjelenttől eltérő verzió) – 4:32
3. "Slave 2 the System" (Hivatalosan kiadatlan) – 3:05
4. "Slave" (Megjelenttől eltérő verzió) – 5:09
5. "2020" (Hivatalosan kiadatlan) – 2:09
6. "New World" – 3:41
7. "Feel Good" (Hivatalosan kiadatlan) – 4:05
8. "Journey 2 the Center of Your Heart" (Megjelenttől eltérő verzió) – 4:14
9. "I'm a DJ" (Hivatalosan kiadatlan) – 4:47
10. "(Excuse Me Is This) Goodbye" ("Goodbye" címen megjelent a Crystal Ball-on) – 4:30

### 1996. augusztus
- "She Gave Her Angels" (megjelent a Crystal Ball-on) – 3:52
- "Let's Have a Baby" – 4:07
- "Sex in the Summer" – 5:56
- "Betcha by Golly, Wow!" – 3:30
- "Damned If I Do" – 5:20
- "I Can't Make U Love Me" – 6:37
- "Somebody's Somebody" – 4:43
- "Get Yo Groove On" – 6:31
- "La, La, La Means I Love U" – 3:58

## Közreműködők
- Prince – ének és hangszerek
- Mr. Hayes – billentyűk (1–6, 2–10, 3–10), háttérének (1–4)
- Tommy Barbarella – billentyűk (1–6, 2–10, 3–10)
- Tom Burrell – további billentyűk (1–10)
- Joe Galdo – programozás
- Ricky Peterson – zongora (2–1), további billentyűk (2–10)
- Kathleen Dyson – gitár (2–1, 2–4, 2–6, 3–11), háttérének (1–4)
- Mike Scott – gitár (3–5)
- Rhonda Smith – basszusgitár (1–4, 1–7, 1–10, 2–1, 2–6), háttérének (1–4)
- Sonny T. – basszusgitár (1–6, 2–10, 3–10)
- Michael B. – dobok (1–6, 2–10, 3–10)
- Kirk Johnson – dobok
- Eric Leeds – szaxofon és fuvola (1–1), szaxofon (1–4,1–7, 1–10, 2–4, 2–6, 3–6)
- Walter Chancellor Jr. – szaxofon (1–1, 3–6)
- Brian Gallagher – tenor szaxofon (1–5, 1–9, 2–10, 3–7)
- Kathy Jensen – bariton szaxofon (1–5, 1–9, 2–10, 3–7)
- Brian Lynch – trombita (1–7, 2–4, 3–6)
- Steve Strand – trombita (1–5, 1–9, 2–10, 3–7)
- Dave Jensen – trombita (1–5, 1–9, 2–10, 3–7)
- Michael B. Nelson – harsona (1–5, 1–9, 2–10, 3–7)
- Rosie Gaines – háttérének (1–1)
- Kathleen Bradford – háttérének (2–12)
- Rhonda Johnson – háttérének (2–12)
- Chanté Moore – háttérének (3–5)
- Kate Bush – háttérének (3–9)
- Mayte – Spanyol beszéd (1–9), háttérének (3–10)
- Ninety-9 – vokál (1–2, 3–4), beszéd (2–7)
- Scrap D. – rap (1–11, 3–8)
- Michael Mac – scratches (2–7)
- Savion Glover – tap (2–7)

A dalok számai (lemez–szám száma) formátumban vannak feltüntetve.

## Kislemezek
| Cím                        | Tartalom | Slágerlista | Slágerlista    | Slágerlista | Slágerlista |
| Cím                        | Tartalom | US Airplay  | US R&B Airplay | UK          | AUS         |
| -------------------------- | --- | ----------- | -------------- | ----------- | ----------- |
| "Betcha by Golly Wow!"     | "Betcha by Golly Wow!" "Right Back Here in My Arms"                                                                                          | 31          | 10             | 11          | 20          |
| "The Holy River" (UK CD 1) | "The Holy River" (radio edit) "Somebody's Somebody" (edit) "Somebody's Somebody" (live studio mix) "Somebody's Somebody" (Ultrafantasy edit) | 58          | –              | 19          | –           |
| "Somebody's Somebody"      | "Somebody's Somebody" (radio edit) "Somebody's Somebody" (album version)                                                                     | 15          | –              | 19          | –           |

## Slágerlisták
| Slágerlista (1996)                   | Legmagasabb ppozíció |
| ------------------------------------ | -------------------- |
| Ausztrál Albumok (ARIA)              | 8                    |
| Osztrák Albumok (Ö3 Austria)         | 13                   |
| Belga Albumok (Ultratop Flanders)    | 8                    |
| Belga Albumok (Ultratop Wallonia)    | 22                   |
| Dán Albumok (Hitlisten)              | 15                   |
| Holland Albumok (Album Top 100)      | 13                   |
| Francia Albumok (SNEP)               | 9                    |
| Német Albumok (Offizielle Top 100)   | 21                   |
| Új-zélandi Albumok (RMNZ)            | 22                   |
| Norvég Albumok (VG-lista)            | 27                   |
| Spanyol Albumok (AFYVE)              | 42                   |
| Svéd Albumok (Sverigetopplistan)     | 22                   |
| Svájci Albumok (Schweizer Hitparade) | 1                    |
| UK Albums (OCC)                      | 18                   |
| US Billboard 200                     | 11                   |

## Minősítések
| Régió                   | Minősítések | Példányszám |
| ----------------------- | ----------- | ----------- |
| Kanada (Music Canada)   | Platina     | 100,000     |
| Japán (RIAJ)            | Arany       | 100,000     |
| Egyesült Államok (RIAA) | 2× Platina  | 666,666     |